# 金益鉉
金 益鉉（キム・イクヒョン、朝鮮語: 김익현、1922年 - 2009年1月15日）は、朝鮮民主主義人民共和国の軍人、政治家。朝鮮労働党中央委員会委員、朝鮮労働党中央軍事委員会委員、人民武力部副部長、朝鮮労働党民間防衛部部長など要職を歴任した。朝鮮人民軍における軍事称号（階級）は次帥。抗日パルチザン世代の1人である。
金益賢とも表記される。

## 経歴
1922年に日本統治下の黄海道(現黄海北道)で生まれた。その後東北抗日聯軍に入隊し、金日成が率いる部隊で1945年まで抗日活動を行った。、日本による統治が終了すると、1945年11月に北朝鮮共產主義青年同盟委員長に就任した。その後金日成高級党学校を卒業し、1951年に朝鮮人民軍第2師団第1連隊長に就き朝鮮戦争を迎えた。1968年に朝鮮労働党中央委員会軍事部長、1970年に党中央委員会委員に選出された。1972年に中将に昇進し、第4軍団長に就いた。同年12月に最高人民会議第5期代議員に選出された。1975年に副総参謀長を経て、1977年に上将に昇進し人民武力部副部長に就任した。
1991年5月に朝鮮労働党中央軍事委員会委員、朝鮮労働党民間防衛部部長に選出され、同年11月に大将に昇進した。1992年に共和国英雄称号を授与され、1994年に次帥に昇進した。2003年に名誉職である最高司令部検閲官に就き、2005年に党民間防衛部部長職を解任された。同年9月に中国で開催された戦勝60周年記念行事に「抗日革命闘士代表団」団長として参加し、胡錦濤国家主席と会談した。
2009年1月15日に病気のため死去。金正日総書記から花輪が贈られた。